# Acer leucoderme
Acer leucoderme é uma espécie de árvore do gênero Acer, pertencente à família Aceraceae.